# 백호대 (2007년 드라마)
《백호대》(白虎隊)는 도에이와 TV 아사히가 공동 제작한, 야마시타 토모히사의 첫 시대극 출연 작품으로 2007년 1월 6일, 7일에 TV 아사히에서 방송된 신춘 스페셜 드라마이다. 시청률은, 제1회 17.4%, 제2회 17.1%으로 높은 시청률을 기록했다.

## 개요
1868년 보신 전쟁에서 백호대사로서 싸우는 10대의 젊은이들의 비극적인 운명을 그리고 있다. 이야기는, 현대의 세상에 사는 백호대사의 자손인 젊은이가, 방문한 「백호대 기념관」에서 자신의 모습과 닮은 초상화와 만나는 곳으로부터 막을 연다.

## 등장 인물
- 야마시타 토모히사
- 다나카 고키
- 후지가야 타이스케
- 야쿠시마루 히로코
- 노기와 요코
- 타카시마 마사노부
- 이토 시로
- 와쿠이 에미
- 카타오카 츠루타로
- 와타나베 잇케이
- 마토바 코지
- 사이토 쇼타
- 츠지모토 유키
- 사키모토 히로미
- 하시즈메 료
- 토미타 쇼
- 쿠지라이 코스케
- 쿠로키 메이사
- 나카고시 노리코
- 와카무라 마유미
- 마스 타케시
- 마츠시게 유타카
- 아사노 유코
- 코바야시 넨지
- 히가시야마 노리유키
- 토치하라 라쿠토

## 엔딩 테마
- You Raise Me Up - Celtic Woman

## 시청률
- 제1회: 17.4%
- 제2회: 17.1%